# Amphinectidae
Los amfinéctidos (Amphinectidae) son  una familia de arañas araneomorfas, que junto a Agelenidae forman parte de la superfamilia Agelenoidea

## Distribución
Su distribución es concentra principalmente en Nueva Zelanda y Australia. Hay dos géneros que se encuentran en Sur América, como Metaltella que se encuentra desde Argentina hasta Brasil, y Calacadia propia de Chile.
Metaltella simoni es una especie invasora de Florida (EUA) y se teme que pueda eliminar a la especie Titanoeca brunnea, un titanécido nativo.

## Sistemática
Con la información recogida hasta el 31 de diciembre de 2011, esta familia cuenta con 187 especies descritas comprendidas en 36 géneros:
- Akatorea Forster & Wilton, 1973 (Nueva Zelanda)
- Amphinecta Simon, 1898 (Nueva Zelanda)
- Aorangia Forster & Wilton, 1973 (Nueva Zelanda)
- Austmusia Gray, 1983 (Australia)
- Buyina Davies, 1998 (Australia)
- Calacadia Exline, 1960 (Chile)
- Carbinea Davies, 1999 (Australia)
- Cunnawarra Davies, 1998 (Australia)
- Dunstanoides Forster & Wilton, 1989 (Nueva Zelanda)
- Holomamoea Forster & Wilton, 1973 (Nueva Zelanda)
- Huara Forster, 1964 (Nueva Zelanda)
- Jalkaraburra Davies, 1998 (Australia)
- Kababina Davies, 1995 (Australia)
- Keera Davies, 1998 (Australia)
- Magua Davies, 1998 (Australia)
- Makora Forster & Wilton, 1973 (Nueva Zelanda)
- Malarina Davies & Lambkin, 2000 (Australia)
- Mamoea Forster & Wilton, 1973 (Nueva Zelanda)
- Maniho Marples, 1959 (Nueva Zelanda)
- Marplesia Lehtinen, 1967 (Nueva Zelanda)
- Metaltella Mello-Leitão, 1931 (Sur América)
- Neolana Forster & Wilton, 1973
- Neororea Forster & Wilton, 1973 (Nueva Zelanda)
- Oparara Forster & Wilton, 1973 (Nueva Zelanda)
- Paramamoea Forster & Wilton, 1973 (Nueva Zelanda)
- Penaoola Davies, 1998 (Australia)
- Quemusia Davies, 1998 (Australia)
- Rangitata Forster & Wilton, 1973 (Nueva Zelanda)
- Reinga Forster & Wilton, 1973 (Nueva Zelanda)
- Rorea Forster & Wilton, 1973 (Nueva Zelanda)
- Tanganoides Davies, 2005 (Australia)
- Tasmabrochus Davies, 2002 (Tasmania)
- Tasmarubrius Davies, 1998 (Tasmania)
- Teeatta Davies, 2005 (Tasmania)
- Wabua Davies, 2000 (Australia)
- Waterea Forster & Wilton, 1973 (Nueva Zelanda)